# گیوم بیانکی
گیوم بیانکی (ایتالیایی: Guillaume Bianchi؛ زادهٔ ۳۰ ژوئیهٔ ۱۹۹۷) شمشیرباز اهل ایتالیا است.
وی در مسابقات کشوری و بین‌المللی در مجموع برندهٔ ۲ مدال طلا، ۱ مدال نقره، ۱ مدال برنز شده است.

## زندگی‌نامه
او در رم به دنیا آمد و در حال حاضر در فراسکاتی زندگی می‌کند و در فراسکاتی شرما تمرین می‌کند. او در دانشگاه ساپینزا رم تحصیل می‌کند. به عنوان یک نوجوان، او مدال برنز انفرادی را در مسابقات قهرمانی شمشیربازی قهرمانی نوجوانان و جوانان جهان در سال ۲۰۱۷ کسب کرد. او در جام جهانی شمشیربازی ۲۰۱۷–۲۰۱۸ شرکت کرد.